# 北伊斯靈頓 (英國國會選區)

選區在大倫敦的位置

北伊斯靈頓（英語：Islington North），英國國會一自治市選區，包括大倫敦中北部伊斯靈頓區西部的八個地方選區。面積735公頃，是英國面積最小的選區。
始設於1885年。早期是保守黨的選區，1937年之後改支持工黨迄今。郝爾彬是這一選區連任最久的議員，自1983年連任至今。2024年，他不再以工黨身分，改以獨立參選，仍以近五成的得票率成功連任。